# Henrique Rodrigues
Henrique Cavalcanti Rodrigues (Curitiba, 4 de fevereiro de 1991) é um nadador brasileiro.

## Trajetória esportiva
Iniciou na natação em Curitiba, na Escola de Natação Amaral, aos 12 anos. Foi atleta do Minas Tênis Clube, Esporte Clube Pinheiros e Clube de Regatas Flamengo.
Em sua primeira participação numa etapa da Copa do Mundo de natação em piscina curta, aos 16 anos, foi medalha de prata nos 200 metros medley.
Integrou as seleções nacionais de categoria desde os 15 anos. Nos dois Sul-Americanos Juvenis de que participou, conquistou oito medalhas, destacando-se como o maior medalhista na edição de 2009 em Mar del Plata, com sete medalhas.[carece de fontes?] Participou do I Campeonato Mundial Júnior - Rio 2006, ainda aos 15 anos, classificando-se na 11ª colocação nos 200 metros medley. Em sua participação no II Campeonato Mundial Júnior de Monterrey, em 2008, foi medalha de bronze no revezamento 4x100 metros livre e finalista nos 200 metros medley, obtendo a quarta colocação.
Participou de duas Copas Latinas, conquistando nove medalhas, sendo que na edição de 2010 em Mar del Plata, na Argentina, foi o atleta mais premiado, obtendo seis medalhas.[carece de fontes?]
Participou do Mundial de Natação de Roma 2009, classificando-se à semifinal dos 200 metros medley e ficando em 15º lugar. Nos 400 metros medley ficou em 33º lugar nas eliminatórias, não se classificando à semifinal.
No Campeonato Pan-Pacífico de 2010 em Irvine, nos EUA, foi finalista na prova dos 200 metros medley, conquistando a quinta colocação.
No Campeonato Mundial de Natação em Piscina Curta de 2010, foi à final dos 200 metros medley, ficando em quarto lugar, e dos 100 metros medley, acabando em oitavo lugar.
Em 2010 foi campeão mundial militar, com quebra de recorde mundial nos 200 metros medley, no Campeonato Mundial Militar na Alemanha.
Disputando o Campeonato Mundial de Esportes Aquáticos de 2011 em Xangai, na China, Henrique chegou à semifinal dos 200 metros medley, terminando em 14º lugar.
Nos Jogos Pan-Americanos de 2011 em Guadalajara, Henrique Rodrigues conquistou a medalha de ouro no revezamento 4x100 metros livre (por ter participado das eliminatórias do revezamento) e a medalha de bronze nos 200 metros medley.
Nos Jogos Olímpicos de Verão de 2012 em Londres, Henrique participou da prova dos 200 metros medley, indo à semifinal e terminando na 13ª colocação.
No Campeonato Mundial de Esportes Aquáticos de 2013 em Barcelona, Henrique terminou em 12º lugar nos 200 metros medley.
No Campeonato Mundial de Natação em Piscina Curta de 2014 realizado em Doha, no Qatar, Henrique terminou em quarto nos 200 metros medley, em sexto nos 100 metros medley (quebrando o recorde sul-americano, com o tempo de 52s20), e 16º nos 200 metros costas. Além disso, ele nadou as eliminatórias do revezamento 4x100 metros livre.
Nos Jogos Pan-Americanos de 2015 em Toronto, no Canadá, Henrique ganhou a medalha de ouro nos 200 metros medley, onde bateu seu recorde pessoal, com o tempo de 1m57s06, terceira melhor marca do mundo na prova em 2015, e novo recorde do Pan. Ele também ganhou uma medalha de ouro no revezamento 4x200 metros livre, por participar das eliminatórias da prova.
No Campeonato Mundial de Esportes Aquáticos de 2015, Henrique chegou à sua primeira final em mundiais, terminando em sétimo lugar com o tempo de 1m58s52. O tempo que ele obteve no Pan, algumas semanas antes (1m57s06), teria lhe dado a quarta colocação.
Nos Olimpíadas de 2016 no Rio de Janeiro, ele terminou em 9º lugar nos 200m medley.